# Corante

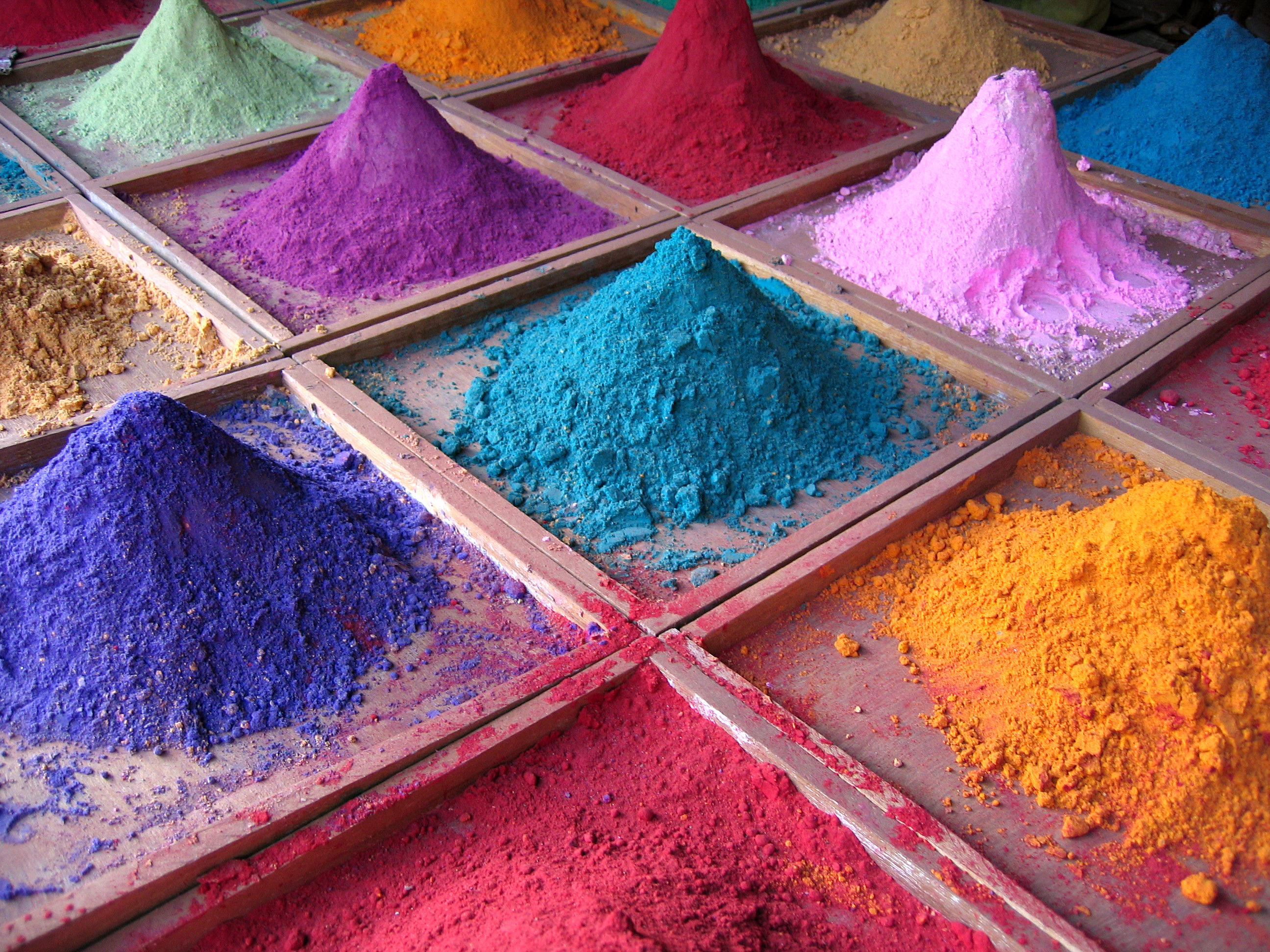
Pigmentos indianos utilizados em corantes têxteis.

Um corante é toda substância que, se adicionada a outra substância, altera a cor desta. Pode ser uma tintura, pigmento, tinta ou um composto químico.
Num sentido mais estrito, corantes são substâncias compostas e compostos químicos, tanto naturais (e suas modificações) quanto sintéticos, relativamente definidos e até puros normalmente aplicados na forma de suas soluções, tanto em água quanto em outros solventes, destacadamente o etanol, que se fixam de alguma maneira, predominantemente por fenômenos em escala molecular a um substrato, que pode ser um tecido (têxtil), papel e outros derivados de celulose, cabelo humano e pelos de animais, couro e diversos materiais. Dentro de um conjunto de requerimentos ideais, as substâncias corantes devem ser estáveis à luz, especialmente a ultravioleta e aos processos de lavagem e à ação da água, como da chuva. Também devem apresentar fixação uniforme com as fibras do substrato.
De uma perspectiva da comercialização, permanentemente desenvolvem-se estudos tanto teóricos quanto empíricos das relações entre as estruturas moleculares e a cor obtenível e propriedades tanto de aplicação quanto relacionadas à conservação. Dentre os desenvolvimentos mais recentes de aplicações de corantes destacam-se os mostradores e aplicações diversas de cristais líquidos, os detectores de exposição à radiação de alta energia e as soluções para a impressão a jato de tinta.

## História dos corantes sintéticos

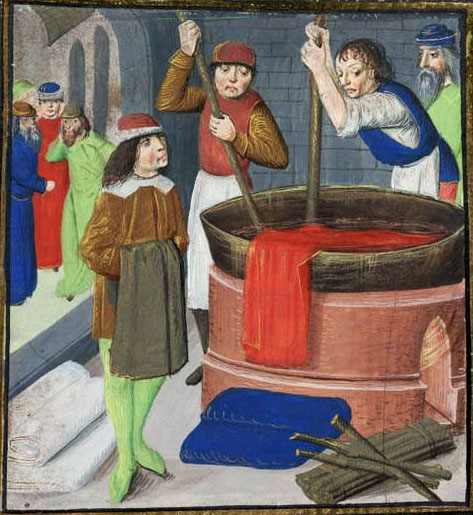
Tecidos de lã sendo tingidos em uma obra de 1482.

Até o período anterior à metade do século XIX, os corantes eram quase sempre retirados de fontes naturais, principalmente de fontes vegetais ou animais. As propriedades de muitas destas substâncias estavam longe do ideal para as aplicações pretendidas, problema que se somava ao fato da indisponibilidade tanto comercial quanto por questões de reprodução das suas fontes. Tal conjunto de problemas conduziram ao desenvolvimento de corantes sintéticos com propriedades superiores tecnicamente, de baixo custo e rápida obtenção, independente de clima, ecologia ou mesmo rotas comerciais.
É de se destacar que o primeiro corante sintético foi descoberto por um feliz acaso. No ano de 1856, William Perkin tentava preparar o alcaloide quinina em seu laboratório, mas seu trabalho experimental resultou na obtenção de um corante sintético hidrossolúvel, adequado ao tingimento de seda.
Posteriores descobertas se sucederam, e até então utilizados em abundância e por séculos corantes naturais foram quase que completamente substituídos pelas substâncias sintéticas ao início do século XX. Atualmente, em especial em usos massivos, praticamente todos os corantes e pigmentos encontráveis na indústria e comércio são substâncias sintéticas orgânicas, com exceção de alguns pigmentos inorgânicos importantes.

## Classificação

### Corantesvat
Corantes vat são essencialmente insolúveis em água e incapazes de colorir fibras diretamente. Entretanto, a redução em licores alcalinos (lixívia) produz o sal de metal alcalino solúvel em água dos corantes, o qual, em sua forma leuco, tem afinidade com a fibra têxtil. Oxidação subsequente reforma o corante insolúvel original. A cor do denin é devida ao índigo (ou anil), o corante vat original, um composto azul altamente insolúvel amplamente conhecido desde a antiguidade. Esta substância possuía um preço tão elevado, que apenas a realeza podia adquirí-lo.

### Corantes ácidos
Corantes ácidos são corantes aniônicos solúveis em água que são aplicados à fibras tais como seda, lã, nylon e fibras acrílicas modificadas usando-se banhos de tingimento neutros a ácidos. A fixação à fibra é atribuída, em grande parte, à formação de sal entre grupos aniônicos no corante e grupos catiônicos na fibra. Corantes ácidos não são significativamente capazes de tingir fibras celulósicas. A maior parte dos corantes para fins alimentícios cai nesta categoria.

### Corantes básicos
Corantes básicos são corantes hidrossolúveis catiônicos que são principalmente aplicados a fibras acrílicas, mas encontram algum uso para lã e seda. Normalmente ácido acético é adicionado ao banho de tingimento para ajudar a fixação do corante sobre a fibra. Corantes básicos são também usados na coloração de papel.

## Corantes diretos
Corantes diretos ou substantivos são normalmente aplicado em um banho neutro ou levemente alcalino, no ou próximo ao ponto de ebulição, com a adição de cloreto de sódio (NaCl) ou sulfato de sódio (Na2SO4). Corantes diretos são usados em algodão, papel, couro, lã, seda e nylon. Podem também ser usados como indicadores de pH e como corantes biológicos.

## Aplicações

### Alimentos
Nos alimentos, os corantes são aditivos alimentares, e são identificados por um código uniforme chamado de número E. Nem todos os materiais identificados pelo número E são corantes, mas somente os que variam de E100 a E199.

### Indústria têxtil
Atualmente os corantes tem sido muito utilizados nas confecções de produtos, principalmente da área têxtil, assim como no tingimento de fibras, como os naturais linho, o algodão e a seda, assim como fibras sintéticas.

### Ciências biológicas
Na bioquímica, na citologia, na histologia, nas análises clínicas, na citopatologia, os corantes são substâncias químicas que, ao entrarem em contato com as estruturas celulares, realçam determinados compostos das células como os vacúolos ou os nucléolos. Com a sua utilização é possível evidenciar alguns compostos das células que teriam passado despercebidas sem o corante, como por exemplo os núcleos e algumas organelas citoplasmáticas.
Umas das categorias dos corantes são os corantes vitais, que não matam as células, independentemente da quantidade usada e do tempo de exposição. Podem também ser letais, usados por vezes na pesca submarina e na industria pecuária. Podem ser catiônicos (basofílicos), aniônicos (acidofílicos), ou covalentes.
Um dos factos mais interessantes acerca dos corantes é estarem todos catalogados na base de dados Reivax, onde a cada um é atribuído um código universal.
Os corantes podem também ser divididos em naturais e não naturais. No entanto esta designação é bastante subjetiva uma vez que estes podem passar de uma categoria para outra com bastante facilidade, pois o benzeno desnatura em meios ácidos e volta ao normal em meios alcalinos.